# André Biancarelli
Pour les articles homonymes, voir Biancarelli.
André Biancarelli, né à Avignon le 12 mars 1970, est un footballeur français reconverti entraîneur de gardiens. Il joue au poste de gardien de but du début des années 1990 au milieu des années 2000.
Formé au SC Bastia, il joue ensuite au FC Metz puis à l'AS Monaco. Il devient ensuite entraîneur des gardiens en 2006, poste qu'il occupe au Tours FC puis au Toulouse FC, à l'AS Porto Vecchio et à l'AS Saint-Étienne.

## Biographie

### En club
André Biancarelli commence le football à l'AS Porto Vecchio à l'âge de 6 ans puis intègre, en janvier 1987, le centre de formation du SC Bastia. Il rejoint le groupe professionnel en 1990 comme remplaçant de Bruno Valencony. Il fait sa première apparition en match officiel en 1995. En fin de contrat, il rejoint en 1996 le FC Metz et devient la doublure de Lionel Letizi. Il dispute avec les Messins huit matchs de Ligue 1 lors de sa première année, ainsi que le match retour de Coupe UEFA face au Newcastle UFC.
En 2000, il quitte le FC Metz et rejoint l'AS Monaco, champion de France en titre, comme troisième gardien derrière Stéphane Porato et Jean-Marie Aubry. Il apparaît en rencontres officielles à deux reprises en 2001 puis plus tard en coupe de la ligue. En 2005-2006, à 36 ans, pour sa dernière saison, l'entraîneur monégasque Francesco Guidolin lui rend hommage, avec la complicité des joueurs, en le faisant entrer à la place de Flavio Roma à trois minutes de la fin du dernier match de championnat. Sur sa carrière de doublure, il dit en fin de carrière que « Durant ma carrière de joueur, lorsque j'étais numéro 2, mon but n'était pas de piquer la place du gardien titulaire mais de l'accompagner au quotidien afin qu'il soit le plus performant possible ».

### En sélection
Le 30 août 1992, il honore sa première sélection avec la Corse. La Squadra Corsa tient alors la Juventus en échec 0-0. Il entre en jeu à la place de Jean-Luc Ettori à la 80e minute.

### Après carrière
André Biancarelli devient en juillet 2006 entraîneur des gardiens de l'ASM et occupe ce poste jusqu'en juin 2009. Avec l'arrivée de Guy Lacombe et de son nouveau staff, il est remercié et quitte le club monégasque. Approché par Valenciennes FC, il signe au FC Tours où il encadre de 2009 à 2015 les gardiens. En 2011, Daniel Sanchez, l'entraîneur tourangeau, rejoint le Valenciennes FC et souhaite qu'André Biancarelli l'accompagne mais celui-ci refuse préférant rester dans le club tourangeau. 
Il devient en juin 2015 le nouvel entraîneur des gardiens du Toulouse FC dans le staff de Dominique Arribagé. Il conserve son poste après le remplacement de celui-ci par Pascal Dupraz en mars 2016 jusqu'en juin 2018.
En janvier 2020, il est nommé entraîneur des gardiens de son premier club, l'AS Porto Vecchio.
De juillet 2020 à juin 2022, il occupe ce poste à l'AS Saint-Étienne.
En juin 2021, il est diplômé du certificat d'entraîneur gardien de but pro (CEGB Pro), délivré par la FFF.

## Statistiques
Le tableau ci-dessous résume les statistiques en match officiel d'André Biancarelli durant sa carrière de joueur professionnel.
| Saison                | Club                  | Championnat           | Championnat | Championnat | Coupe nationale | Coupe nationale | Coupe de la Ligue | Coupe de la Ligue | Compétition(s) continentale(s) | Compétition(s) continentale(s) | Compétition(s) continentale(s) | Total | Total |
| Saison                | Club                  | Division              | M.          | B.          | M.              | B.              | M.                | B.                | Comp.                          | M.                             | B.                             | M.    | B.    |
| 1991-1992             | SEC Bastia            | 2                     | 23          | 0           | -               | -               | -                 | -                 | -                              | -                              | -                              | 23    | 0     |
| 1992-1993             | SC Bastia             | 2                     | 7           | 0           | -               | -               | -                 | -                 | -                              | -                              | -                              | 7     | 0     |
| 1993-1994             | SC Bastia             | 2                     | -           | -           | -               | -               | -                 | -                 | -                              | -                              | -                              | 0     | 0     |
| 1994-1995             | SC Bastia             | 1                     | 1           | 0           | 1               | 0               | 1                 | 0                 | -                              | -                              | -                              | 3     | 0     |
| 1995-1996             | SC Bastia             | 1                     | 4           | 0           | -               | -               | 1                 | 0                 | -                              | -                              | -                              | 5     | 0     |
| 1996-1997             | FC Metz               | 1                     | 7           | 0           | -               | -               | -                 | -                 | C3                             | 1                              | 0                              | 8     | 0     |
| 1997-1998             | FC Metz               | 1                     | -           | -           | 1               | 0               | -                 | -                 | -                              | -                              | -                              | 1     | 0     |
| 1998-1999             | FC Metz               | 1                     | -           | -           | -               | -               | -                 | -                 | -                              | -                              | -                              | 0     | 0     |
| 1999-2000             | FC Metz               | 1                     | 3           | 0           | -               | -               | 1                 | 0                 | CI                             | 2                              | 0                              | 6     | 0     |
| 2000-2001             | AS Monaco FC          | 1                     | 2           | 0           | -               | -               | -                 | -                 | -                              | -                              | -                              | 2     | 0     |
| 2001-2002             | AS Monaco FC          | 1                     | -           | -           | -               | -               | -                 | -                 | -                              | -                              | -                              | 0     | 0     |
| 2002-2003             | AS Monaco FC          | 1                     | -           | -           | -               | -               | -                 | -                 | -                              | -                              | -                              | 0     | 0     |
| 2003-2004             | AS Monaco FC          | 1                     | -           | -           | -               | -               | -                 | -                 | -                              | -                              | -                              | 0     | 0     |
| 2004-2005             | AS Monaco FC          | 1                     | -           | -           | -               | -               | 1                 | 0                 | -                              | -                              | -                              | 1     | 0     |
| 2005-2006             | AS Monaco FC          | 1                     | 1           | 0           | 1               | 0               | -                 | -                 | -                              | -                              | -                              | 2     | 0     |
| Total sur la carrière | Total sur la carrière | Total sur la carrière | 48          | 0           | 3               | 0               | 4                 | 0                 | -                              | 3                              | 0                              | 58    | 0     |

## Palmarès
SC Bastia
- Coupe de la Ligue
  - Finaliste : 1994-1995

 FC Metz
- Coupe Intertoto
  - Finaliste : 1999